# Disfix
Een disfix is een affix dat zichzelf manifesteert doordat het verdwijnt. Het betreft meestal een suffix dat verdwijnt door middel van elisie. Een disfix doet daarmee in feite het tegenovergestelde van een gewoon affix. Door het verdwijnen van het affix krijgt het grondwoord er juist een secundaire betekenis (bijvoorbeeld meervoud) bij, in plaats van dat deze betekenis wordt afgeleid door toevoeging van een of meer affixen. 
Disfixen komen niet veel voor, maar ze spelen wel een belangrijke rol in bijvoorbeeld de Muskogitalen. Ook sommige Afrikaanse talen kennen disfixen. Het volgende voorbeeld toont meervoudsvorming met behulp van een disfix in het Murle:
/oɳiːt/ "rib" ↔ /oɳiː/ "ribben". 
In de Muskogitalen wordt met behulp van disfixen pluractionaliteit uitgedrukt. De volgende voorbeelden tonen afleiding door middel van disfixen in het Alabama (het disfix is steeds de laatste lettergreep van de stam):
balaaka "gaat liggen", balka "gaan liggen"
batatli "herhaalt", batli "herhaalt steeds"
cokkalika "komt binnen", cokkaka "komen binnen"
Soms wordt de deletie gecompenseerd door verlenging van de voorafgaande klinker:
salatli "glijden", salaali "steeds glijden"
noktiłifka "stikken", noktiłiika "steeds stikken"